# Port lotniczy Bahyr Dar
Port lotniczy Bahyr Dar (kod IATA: BJR, kod ICAO: HABD) – etiopskie lotnisko obsługujące Bahyr Dar.

## Linie lotnicze i połączenia
| Linia Lotnicza     | Kierunek                   |
| ------------------ | -------------------------- |
| Ethiopian Airlines | 1. Addis Abeba 2. Lalibela |